# Буџинкан
Буџинкан (кућа светог ратника), или исправније Bujinkan Dōjō (武神館道場) је организација која се бави проучавањем и увежбавањем борилачке вештине нинџуцу. Води је и њом управља sōke Масаки Хацуми (初見良昭 Hatsumi Masaaki), који је учио од Тошицугу Такамацуа (高松寿嗣 Takamatsu Toshitsugu). Буџинкан Хомбу доџо се налази у Ноди недалеко од Токија. Буџинкан доџо се може наћи свуда по свету.
Буџинкан доџо метод се назива буџинкан будо тајђуцу (武神館武道体術 Bujinkan Budō Taijutsu), и представља скуп девет борилачких вештина (ryūgi), од којих су неке биле или јесу породичне традиције (ryūha).
Вештина се раније називала буџинкан нинпо тајђуцу (Bujinkan Ninpō Taijutsu) а пре тога је била позната под опште народним називом нинђуцу. Међутим, многи озбиљни упражњаваоци ове вештине избегавају назив нинђуцу, због погрешне репутације настала око термина нинђа и њихових борилачких вештина пре свега кроз разних нинђа-филмова. 

## Тренинг
Тренинг се генерално назива тајђуцу (уметност тела), и састоји се од голоруких и наоружаних техника борбе. Већина основних тајђуцу техника којима се подучавају почетници, потиче од шест основних традиција у склопу Буџинкана: Kotō-ryū, Gyokko-ryū, Shinden Fudō-ryū, Takagi Yōshin-ryū, Kuki Shinden-ryū и Togakure-ryū.
Веома широк спектар коришћења оружја се подучава, укључујући следеће: мачеви попут daitō, wakizashi и tantō, бамбусни shinai, дрвени bokken, mogito, или мачеви направљени од меканих материјала зарад веће сигурности, попут fukuro shinai, затим штапови различитих дужина (bō, jō), кратки штапови (hanbō, hanjō), 'nawa (конопац), kusari-fundo (ланац са тегом), kusarigama (срп са ланцем), yari (копље), kusarigama, kyoketsu shoge, jutte, tessen (жељезна лепеза), naginata (јапанска хелебарда), kunai (алатка за копање), као и различите облике shurikenа. 
Буџинкан будо тајђуцу вештина не укључује учешћа у такмичењима и турнирима.

## Школе
Буџинкан укључује подучавање девет класичних школа борења.
- Togakure-ryu ninjutsu
- Gyokko-ryu koshijutsu
- Kukishinden-ryu happo hikenjutsu
- Koto-ryu koppojutsu
- Gikan-ryu koppojutsu
- Kumogakure-ryu ninjutsu
- Gyokushin-ryu ninjutsu
- Takagi Yoshin-ryu jutaijutsu
- Shinden Fudo-ryu dakentaijutsu

## Дан
Буџинкан доџо установљава серију од девет kyū звања испод нивоа shodan, почевши од mukyu (без звања) а затим од kukyu (9 kyu) до ikkyu (1 kyu), где је 9. kyu најнижи ранк а 1. kyu највиши. Као и у осталим јапанским борилачким вештинама, попут каратеа и џудоа, неранкирани (mukyū) полазници носе бели појас, а они са ранком shōdan и изнад, носе црни појас. Kyū ниво полазника, носе обојене појасеве, мада боја појаса варира од места до места. За разлику од осталих борилачких вештина, боја није у релацији са kyu-нивоом који полазник поседује. У Јапану, некада је био обичај да мушкарци на kyu-нивоу носе зелени, а жене црвени појас, мада је овај обичај напуштен. Данас, сви, било мушки било женски полазници Буџинкана, носе зелени појас у већини Јапанских доџоа. Изван Јапана, неке земље још увек прате традицију зелено за мушкарце - црвено за жене, док остали користе зелено за све полазнике.
У почетку је било 10 дан нивоа, као и код већине борилачких вештина које користе kyū/dan систем... али ово је променио sōke Масаки Хацуми на 15 dan нивоа. Како је Хацуми рекао, у феудалним временима, човек се сматрао човеком способним да иде у бој са навршених петнаест година, те отуда 15 дан нивоа. Затим је наставио да се шали како је данас година зрелости 21, па ће можда опет подићи ниво. Нивои су подељени у три групе; 1-5 dan Ten (Рај), 6-10 dan Chi (Земља), 11-15 dan Jin (Човек, у смислу човечанства). Jin нивои су даље подељени у пет Godai, основних елемената; chi (земља), sui (вода), ka (ватра), fū (ветар) и kū (void).
Полазников ниво је приказан бојом емблема названим MON, уписаним канџијем „бу"(武) и „џин“ (神). Постоји четири врсте wappena (од 9. до 1. kyū, од 1. до 4. dan, од 5. до 9. dan и од 10. до 15. dan) понекад у пратњи до четири сребрне или златне звезде (називаним hoshi) изнад или испод емблема, које представљају индивидуални ранк.
На полагању за 5. dan, полазник полаже пред сōкеом како би установио да су способни да осете присуство опасности и у стању да је избегну. Полазник са звањем godan или изнад, има право да се пријави за учитељску лиценцу (shidōshi menkyo). Шидоши има право да отвори свој сопствени доџо, и издаје звања својим полазницима до нивоа 4. dan. Полазник са звањем између 1. и 4. dan може да постане лиценцирани „асистент учитељ“ (shidōshi-ho).